# Феодора Комніна (герцогиня Австрії)
Феодора Комніна (грец. Θεοδώρα ἡ Κομνηνή, нім. Theodora Komnena; померла 2 січня 1184) — візантійська принцеса, дочка принца Андроніка Комніна, онука імператора Іоанна II Комніна. У шлюбі — герцогиня Австрії.

## Біографія
Про ранні роки Феодори мало що відомо, за винятком того, що її батько Андронік Комнін помер в 1142 році. Згідно з Никитою Хоніатом, вона перебувала у кровозмісному зв'язку зі своїм дядьком Мануїлом I. В кінці 1140-х років побралася з Генріхом II, герцогом Австрійським, чия перша дружина Гертруда Суплінбургська померла в 1143 році. Шлюб був влаштований її дядьком, імператором Візантії Мануїлом I, і братом її майбутнього чоловіка, королем Німеччини Конрадом III, під час перебування останнього в Константинополі.
Феодора і Генріх одружилися у Константинополі, а в 1156 році Фрідріх I Барбаросса подарував їм герцогство.
Феодора померла 2 січня 1184 року.

## Родина
Чоловік (з 1148) — Генріх II (1114—1177), герцог Австрійський
Діти:
- Леопольд V (1157—1194), герцог Австрії з 1177, герцог Штирії з 1192.
- Генріх Старший (1158—1223), 1-й герцог Медлінг, одружений (1177) на Рихезі Чеській, дочці Владислава II, короля Богемії.
- Агнеса (1154—1182), одружена з 1168 за Стефаном II, королем Угорщини, другим шлюбом за Германом, герцогом Каринтії.